# 添·巴貝利
添·巴貝利（英語：Tim Bredbury，1963年4月25日—），生於香港，已退役香港足球運動員，父母都是英國人，曾在英格蘭著名球會利物浦擔任職業學徒，於1980年代至1990年代是香港足球代表隊的主力前鋒，兩次奪得香港甲組足球聯賽神射手及6次當選香港足球明星選舉最佳十一人。退役後曾經執教香港甲組足球聯賽香港流浪足球會及和富大埔。

## 早年生活
在香港出生的巴貝利，父母都是英國默西塞德郡人，曾經入讀香港英皇佐治五世學校。1979年，巴貝利遠赴英格蘭，在當地著名球會利物浦擔任職業學徒，可是苦無機會上陣。在1982年，香港乙組足球聯賽冠軍球隊菱電與他接觸，巴貝利遂決定離開英國回流香港發展。

## 球員生涯
巴貝利返港加盟菱電，由於表現突出加上屬本地球員身份，很快便被精工羅致旗下。1984年轉投流浪，1986年流浪護級失敗降班，巴貝利便「上山」加盟南華，開始踢出名堂，並入選香港足球代表隊。1990－91年度球季，轉投麗新，一季後投麗新宣布退出，巴貝利開始出外搵食。由1991年至1993年期間，巴貝利先後效力過澳洲著名球會FC奥林匹克悉尼，以及馬來西亞聯賽的雪蘭峨與沙巴兩支球隊。1993年季尾，巴貝利返港再次加盟南華，1993年夏天轉投聲控通，一季後聲控通退出。1994年巴貝利加盟星島，1995年轉投發景，惟季中便又轉會加盟快譯通，直至1999年掛靴。此外，巴貝利曾分別到英格蘭的溫布頓、水晶宮、布力般流浪和試腳，惜最後均無功而回。回顧在港當球員的日子裡，巴貝利曾經贏得多項錦標，其中包括一次乙組、7次甲組聯賽冠軍、1次初級組、5次高級組總督盃冠軍、4次高級組銀牌賽冠軍、4次香港足總盃冠軍與及兩次會長盃七人賽冠軍。另外，巴貝利亦曾兩次榮登香港足球神射手寶座，以及六次當選香港足球明星選舉最佳十一人。多年來，巴貝利替球會出戰一系列的世界級強隊，累積了不少寶貴經驗。他曾面對過的球隊包括巴西的哥連泰斯、南韓的樂喜金星、意大利的森多利亞、AC米蘭、英格蘭的愛華頓、阿士東維拉、高雲地利城和丹麥的邦比。

## 國際賽生涯
1986年，巴貝利首次入選香港足球代表隊，自此便經常代表香港隊上陣，並且成為主力前鋒，參加過世界盃外圍賽、奧運足球賽預賽及亞運會足球賽。他亦是香港聯賽選手隊常客，出戰每年一度的賀歲盃，曾面對過的國家隊包括丹麥、巴拉圭、前南斯拉夫、日本、南韓、尼日利亞、瑞典、羅馬尼亞、瑞士及中國。

## 教練生涯
巴貝利告別球員生涯後，便考獲英格蘭足球總會的合資格教練牌照，並透過英格蘭足總嘗試考獲歐洲足協的A級執照。他亦曾是英國足總教練協會和英格蘭職業足球員協會的成員之一。除此之外，巴貝利在香港曾經從事多項不同工作，包括在亞洲電視國際台新聞部擔任體育記者、主播兼體育節目評述員和電台足球節目主持、為英文虎報撰寫足球專欄、任教於本地足球學校等。2006年6月21日，他獲聘為流浪教練。然而，經過三場比賽後，由於巴貝利不滿球隊班主楊家誠及一眾球會高層人士，在人腳調動問題上作出太多干預，加上與會方意見嚴重分歧，球隊決定與他提前解約。2007年，巴貝利獲邀擔任和富大埔教練，並簽下兩年合約。然而，在同年10月，由於在派球員比賽等問題上與會方意見分歧，加上他的用人及訓練方式早已引起隊中球員的不滿，最終巴貝利再次遭到會方與他提前解約。在2007年10月尾再度成為流浪的教練，在11月2日的比賽以1–9大敗給南華。近年，巴貝利亦有參與香港丙組足球聯賽，2008-09年度球季曾經效力光華，並取得五個入球。2011年5月，流浪會長莫耀強邀請巴貝利接替現任教練陳鴻平再次擔任球隊教練。2012年夏天，巴貝利獲聘為晨曦教練。2013年4月，巴貝利獲聘為傑志的全職青訓教練。

## 個人榮譽
- 香港甲組足球聯賽神射手 兩次（1986-87、1990-91季度）
- 香港足球明星選舉最佳十一人 六次（1985-86、1986-87、1988-89、1989-90、1990-91、1996-97季度）

## 外部連結
- 香港足球總會網頁球員註冊資料（页面存档备份，存于）